# W.DOC
W.DOC é a série documental da cantora e compositora brasileira Wanessa Camargo, onde ela fala sobre seus 20 anos de carreira, ano por ano a cada episódio. É lançado um episódio novo por semana.

## Enredo
Wanessa conta como foi todo o processo de trabalho vivido em determinados anos de sua carreira, desde as gravações do álbum até as promoções em programas de televisão, falando sobre os bastidores e os shows da turnê que ocorriam naquela época, além de mostrar imagens inéditas feitas ao longo das suas duas décadas de estrada. Ela também relata sobre os problemas pessoais com os quais teve que lidar, como em um dos episódios em que fala sobre ter enfrentado o pânico e a depressão.

## Filmagens
A série começou a ser filmada em São Paulo. Em cada episódio, a cantora usa uma roupa sua que foi guardada daquela época, no primeiro ela usou a mesma blusa em que fez sua primeira turnê.